# Oxyopes hupingensis
Oxyopes hupingensis là một loài nhện trong họ Oxyopidae.
Loài này thuộc chi Oxyopes. Oxyopes hupingensis được miêu tả năm 2002 bởi Bao & Chang-Min Yin.